# Société royale de médecine

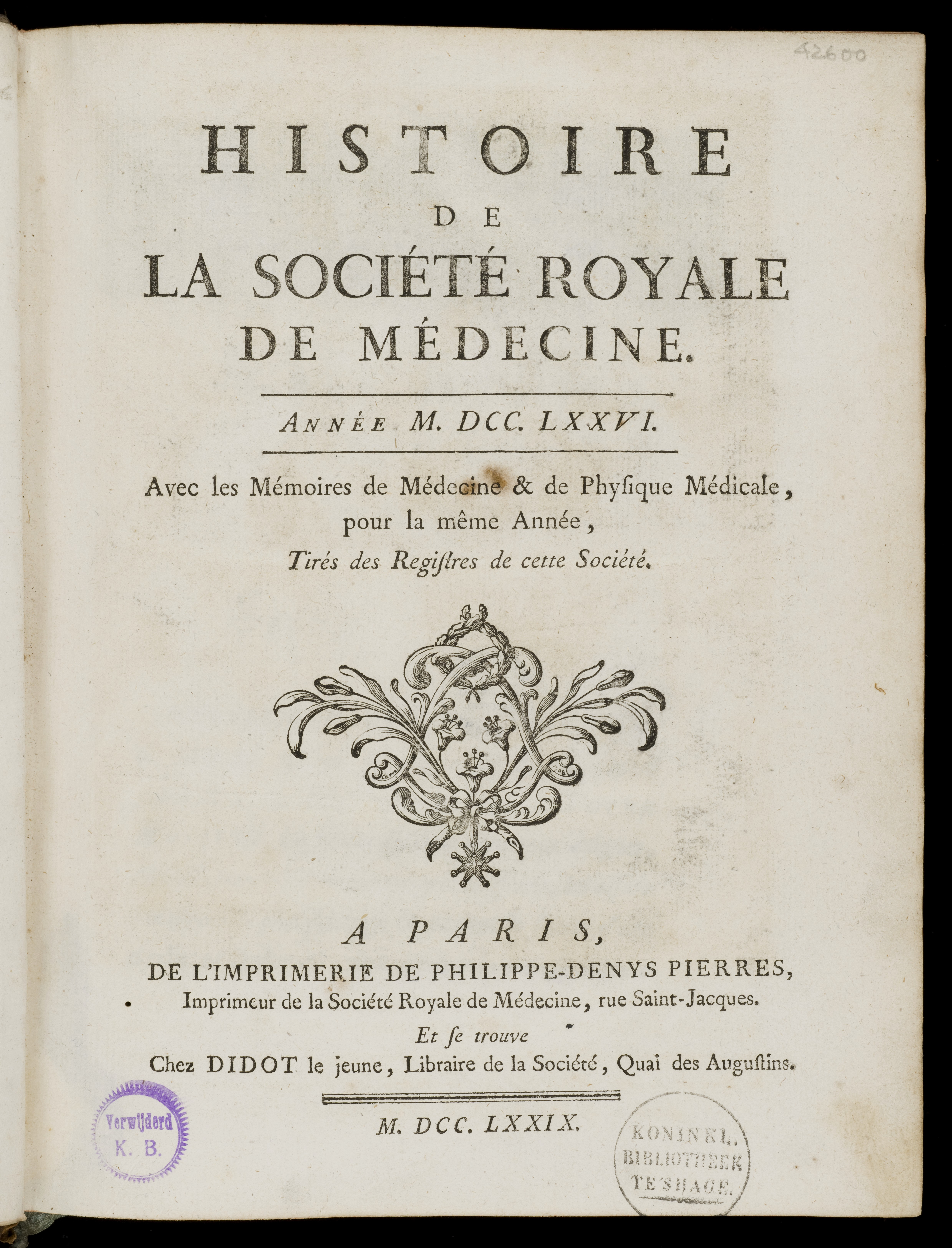
Histoire de la Société Royale de Médecine

Die Société royale de médecine (Königlich medizinische Gesellschaft) war eine französische medizinische Fachgesellschaft, die 1778 gegründet und mit der Französischen Revolution 1793 aufgelöst wurde.
Sie entstand 1778 aus der Fusion der 1776 gegründeten Pariser Kommission für Medizin (Commission de médecine à Paris pour tenir une correspondance avec les médecins de province pour tout ce qui peut être relatif aux maladies épidémiques et épizootiques), die bei der Bekämpfung von Epidemien bei Mensch und Tier mit den Ärzten in den Provinzen zusammenarbeiten sollte, und einer Kommission für Medikamente und sauberes Trinkwasser (Commission pour l'examen des remèdes secrets et des eaux minérales). Treibende Kräfte bei der Gründung waren der königliche Leibarzt Joseph-Marie-François de Lassone und der vergleichende Anatom und Leibarzt von Marie Antoinette Félix Vicq d’Azyr, der die verkrusteten Strukturen des Ärztewesens in Paris durch eine neue dynamische, dem wissenschaftlichen Fortschritt zugewandte Gesellschaft aufbrechen wollte.
Die Vereinigung hatte königliches Privileg und der erste Präsident war Lassone, gefolgt von Joseph Lieutaud, der Sekretär war Vicq d’Azyr. Unterstützung erfuhr sie durch aufgeklärte Politiker wie Jacques Necker, Charles Gravier de Vergennes und Anne Robert Jacques Turgot. Mitglieder waren auch die Dekane der medizinischen Fakultät der Sorbonne und viele der 30 Mitglieder waren Professoren an der Sorbonne. Außerdem gab es assoziierte Mitglieder wie Necker und Vergennes und korrespondierende Mitglieder in den Provinzen und Kolonien und im Ausland (so Benjamin Franklin).
Sie bemühten sich besonders um Aufklärung der Ursachen und Bekämpfung von Epidemien. Dabei verfolgten sie auch die bis auf Hippokrates von Kos zurückgreifende Erklärung durch Klimabedingungen und untersuchten den Zusammenhang von klimatischen Bedingungen und Krankheiten. Es wurden viele Daten gesammelt, man kam allerdings zu keinem zusammenfassenden Ergebnis. Außerdem wurden Arzneien (remèdes secrets), meist nach geheimen Rezepturen in Apotheken gemischt und bis dahin keiner Regelung unterworfen, und Trinkwasser untersucht. Eines der Mitglieder war Antoine de Lavoisier.
1776 bis 1779 erschienen Abhandlungen ihrer Mitglieder in der Reihe Histoire et mémoires de la Société royale de Médecine.
Wie die anderen wissenschaftlichen Gesellschaften wurde sie in der Terrorherrschaft 1793 aufgelöst.